# Piano Man (음반)
| 전문가 평가         | 전문가 평가 |
| 평가 점수           | 평가 점수   |
| 출처                | 점수        |
| ------------------- | ----------- |
| 올뮤직              | [ 1 ]       |
| 로버트 크리스트가우 | C           |
| 롤링 스톤           | positive    |

《Piano Man》은 미국의 싱어송라이터 빌리 조엘의 2집 음반이다. 1973년 11월 9일 발매되었다. 빌리 조엘이 컬럼비아 레코드와 녹음한 첫 음반이다.
싱글 〈Piano Man〉은 빌보드 핫 100 차트에서 25위에 올랐으며, Easy Listening Chart에서 4위에 올랐다. 〈Travelin' Prayer〉와 〈Worse Comes to Worst〉는 각각 팝 차트에서 77위와 80위에 올랐다.

## 레거시 에디션
컬럼비아 레코드는 2011년 11월 《Piano Man》의 레거시 에디션을 발매했다.
이 버전은 1972년 빌리 조엘이 필라델피아 라디오 방송국 WMMR 사운드 스튜디오에서 라이브로 부른 노래를 편집한 것이다. 이 날 방송된 〈Captain Jack〉이 후에 라디오에서 여러 차례 방송되면서 빌리 조엘은 큰 인기를 끌었다. 그 유명세로 빌리 조엘은 컬럼비아 레코드와 계약을 맺을 수 있게 되었다. 이 날 방송된 세 곡 〈Long, Long Time〉, 〈Josephine〉, 〈Rosalinda〉는《Piano Man》에 수록되지 않았다.

## 수록곡
모든 수록곡은 빌리 조엘에 의해 작곡되었다.
| #  | 제목                            | 재생 시간 |
| -- | ------------------------------- | --------- |
| 1. | 〈Travelin' Prayer〉            | 4:16      |
| 2. | 〈Piano Man〉                   | 5:37      |
| 3. | 〈Ain't No Crime〉              | 3:20      |
| 4. | 〈You're My Home〉              | 3:14      |
| 5. | 〈The Ballad of Billy the Kid〉 | 5:35      |

| #            | 제목                                      | 재생 시간 |
| ------------ | ----------------------------------------- | --------- |
| 1.           | 〈Worse Comes to Worst〉                  | 3:28      |
| 2.           | 〈Stop in Nevada〉                        | 3:40      |
| 3.           | 〈If I Only Had the Words (To Tell You)〉 | 3:35      |
| 4.           | 〈Somewhere Along the Line〉              | 3:17      |
| 5.           | 〈Captain Jack〉                          | 7:15      |
| 총 재생 시간 | 총 재생 시간                              | 42:51     |

### 2011 Legacy Edition bonus disc
1. "Introduction by Ed Sciaky" - 0:29
2. "Falling of the Rain" - 2:33
3. "Intro to Travelin' Prayer" - 0:17
4. "Travelin' Prayer" - 3:11
5. "Intro to Billy the Kid" - 0:50
6. "The Ballad of Billy The Kid" - 5:36
7. "Intro to She's Got a Way" - 1:03
8. "She's Got a Way" - 3:08
9. "Intro to Everybody Loves You Now" - 1:19
10. "Everybody Loves You Now" - 2:56
11. "Intro to Nocturne" - 0:59
12. "Nocturne" - 2:46
13. "Station ID and Intro to Turn Around" - 1:31
14. "Turn Around" - 3:26
15. "Intro to Long, Long Time" - 1:19
16. "Long, Long Time" - 4:46
17. "Intro to Captain Jack" - 1:19
18. "Captain Jack" - 6:56
19. "Intro to Josephine" - 1:40
20. "Josephine" - 3:23
21. "Intro to Rosalinda" - 0:33
22. "Rosalinda" - 3:03
23. "Tomorrow Is Today" - 5:11

## 제작에 참여한 사람들
올 뮤직 제공
- 빌리 조엘 - 피아노, 오르간, 전기 피아노, 하모니카, 보컬
- 래리 칼튼 - 기타
- 에릭 웨스브레그 - 반조
- 빌리 암스트롱 - 바이올린
- 리처드 베넷 - 기타
- 리즈 클락 - 드럼 (트랙 10)
- 로라 크리머 - 백 보컬
- 마크 크리머 - 백 보컬
- 윌튼 펠터 - 베이스 기타
- 에모리 조디 주니어 - 베이스 기타
- 프레드 헬리번 – 반조
- 마이클 오마틴 - 아코디언
- 딘 파크 - 기타
- 수잔 스튜어드 - 백 보컬
- 론 터트 - 드럼 (트랙 1~9)
- 조이 몰란드 - 리드 기타 (트랙 10)

### 1972년 4월 15일 Live at Sigma Sound Studios
- 빌리 조엘 - 피아노, 하모니카, 보컬
- 리즈 클락 - 드럼
- 알 어츠브레그 - 통기타, 전기 기타
- 래리 러셀 - 베이스 기타
- 데니스 윌렌 - 프로듀서

### 생산
- 마이클 스튜어트 - 프로듀서
- 론 말로 - 엔지니어
- 테드 젠슨 - 리마스터링
- 마이클 오마틴 - 편곡
- 지미 하스켈 - 준비 (트랙 5)
- 베벌리 파커 - 디자인
- 빌 임호프 - 삽화

## 차트
| 1974년 ~ 1976년       | 순위 |
| --------------------- | ---- |
| 켄트 뮤직 리포트      | 14   |
| RPM                   | 26   |
| 빌보드 200            | 27   |
| 1984년                | 순위 |
| 영국 음반 차트        | 98   |
| 2011년                | 순위 |
| 일본 오리콘 음반 차트 | 112  |
| 2013년                | 순위 |
| 아일랜드 앨범 (IRMA)  | 75   |

| 1974년                    | 순위 |
| ------------------------- | ---- |
| U.S. Billboard Pop Albums | 56   |
| 1976년                    | 순위 |
| Australian Albums Chart   | 16   |

| 국가                       | 인증        | 판매량/출하량 |
| -------------------------- | ----------- | ------------- |
| 캐나다 (뮤직 캐나다)       | 2× 플래티넘 | 200,000^      |
| 미국 (RIAA)                | 4× 플래티넘 | 4,000,000^    |
| ^출하량을 기반으로 한 인증 |             |               |